# Канадские федеральные выборы (1979)
Канадские федеральные выборы 1979 года состоялись в Канаде 22 мая 1979 года. В результате было выбрано 282 члена 31-го парламента страны. Выиграла выборы прогрессивно-консервативная партия во главе с Джо Кларком. Официальной оппозицией стала либеральная партия.

## Предвыборная кампания
Трюдо сильно тянул с объявлением новых выборов, назначив их через пять лет после предыдущих (обычно выборы назначаются через четыре года). Трюдо надеялся, что за это время его партия укрепит позиции, слегла потерянные из-за проблем в стране (бюджетный дефицит, инфляция, высокий уровень безработицы). Либералы играли на молодости соперника, выступая с лозунгами «Сейчас не время для тренировок на работе» («This is no time for on-the-job training»), и «We need tough leadership to keep Canada growing. A leader must be a leader.»
в 1976 году главой прогрессивно-консервативной партии стал Джо Кларк, однако он был мало известен общественности и сильно молод. В ряде случаев Кларк был не очень убедителен. В частности, он чувствовал себя неуверенно после того как его багаж потерялся в турне по Среднему Востоку. Партия выступала со слоганами «Let’s get Canada working again» и «It’s time for a change — give the future a chance!»
Партия социального кредита перед самыми выборами выбрала нового главу Фабьена Руа, который нашёл поддержку у Квебекских сепаратистов. Партия выступала под лозунгом C’est à notre tour («It’s our turn»), который повторяет слова гимна сепаратистов Квебека «C’est votre tour, de vous laisser parler d’amour». Вместе с этим партия потеряла поддержку противников такого сотрудничества.

## Результаты
В результате выборов в парламент страны прошли Прогрессивно-консервативная партия Канады, Либеральная партия Канады, Новая демократическая партия и партия социального кредита Канады. Кроме того, в выборах принимали участия, но не получили ни одного места в парламенте партия Носорог, Union Populaire, либертарианская партия Канады, марксистско-ленинская партия Канады, коммунистическая партия Канады.
На выборах победила прогрессивно-консервативная партия, однако она могла сформировать только правительство меньшинства. Для успешной работы правительству была необходима поддержка малых партий, в частности партии социального кредита, у которой было 6 мест. Партия социального кредита продолжила терять свои позиции после смерти в 1976 году лидера партии Реаля Кауэтта. Это были последние выборы, в которых она получила места.
Либеральная партия лишилась 27 мест в парламенте, в частности в палату общин не прошло несколько министров предыдущего правительства. После выборов Трюдо подал в отставку, но вскоре вернулся, после того как правительство Джо Кларка не смогло принять бюджет и были назначены новые выборы.